# Serguéi Shakimov
Serguéi Shakimov (Astaná, URSS, 17 de enero de 1972) es un deportista kazajo que compitió en judo. Ganó una medalla en los Juegos Asiáticos de 1994 y cuatro medallas en el Campeonato Asiático de Judo entre los años 1993 y 1997.

## Palmarés internacional
| Juegos Asiáticos    | Juegos Asiáticos             | Juegos Asiáticos  | Juegos Asiáticos |
| Año                 | Lugar                        | Medalla           | Categoría        |
| ------------------- | ---------------------------- | ----------------- | ---------------- |
| 1994                | Hiroshima (Japón)            | Medalla de bronce | –95 kg           |
| Campeonato Asiático |                              |                   |                  |
| Año                 | Lugar                        | Medalla           | Categoría        |
| 1993                | Macao (Portugal)             | Medalla de bronce | –95 kg           |
| 1995                | Nueva Delhi (India)          | Medalla de oro    | –95 kg           |
| 1996                | Ciudad Ho Chi Minh (Vietnam) | Medalla de oro    | –95 kg           |
| 1997                | Manila (Filipinas)           | Medalla de oro    | –95 kg           |